# Cato
Cato — корабль, запущенный в Стоктоне в 1800 году. Корабль был зарегистрирован в Лондоне на имя Reeve & Green. Потерпел крушение на Большом Барьерном рифе, Австралия, в 1803 г.

## История
Cato впервые появляется в регистре Ллойда в 1802 году вместе с капитаном К. Пирсоном. Корабль ходил торговым путём между Лондоном и Суринамом. В Регистре судоходства есть немного больше информации; в нём также сообщается о вооружении Cato и указано, что его торговый путь сменился на Лондон — Ботани.
Cato прибыл в Порт-Джэксон, Новый Южный Уэльс, из Англии 9 марта 1803 года с припасами.

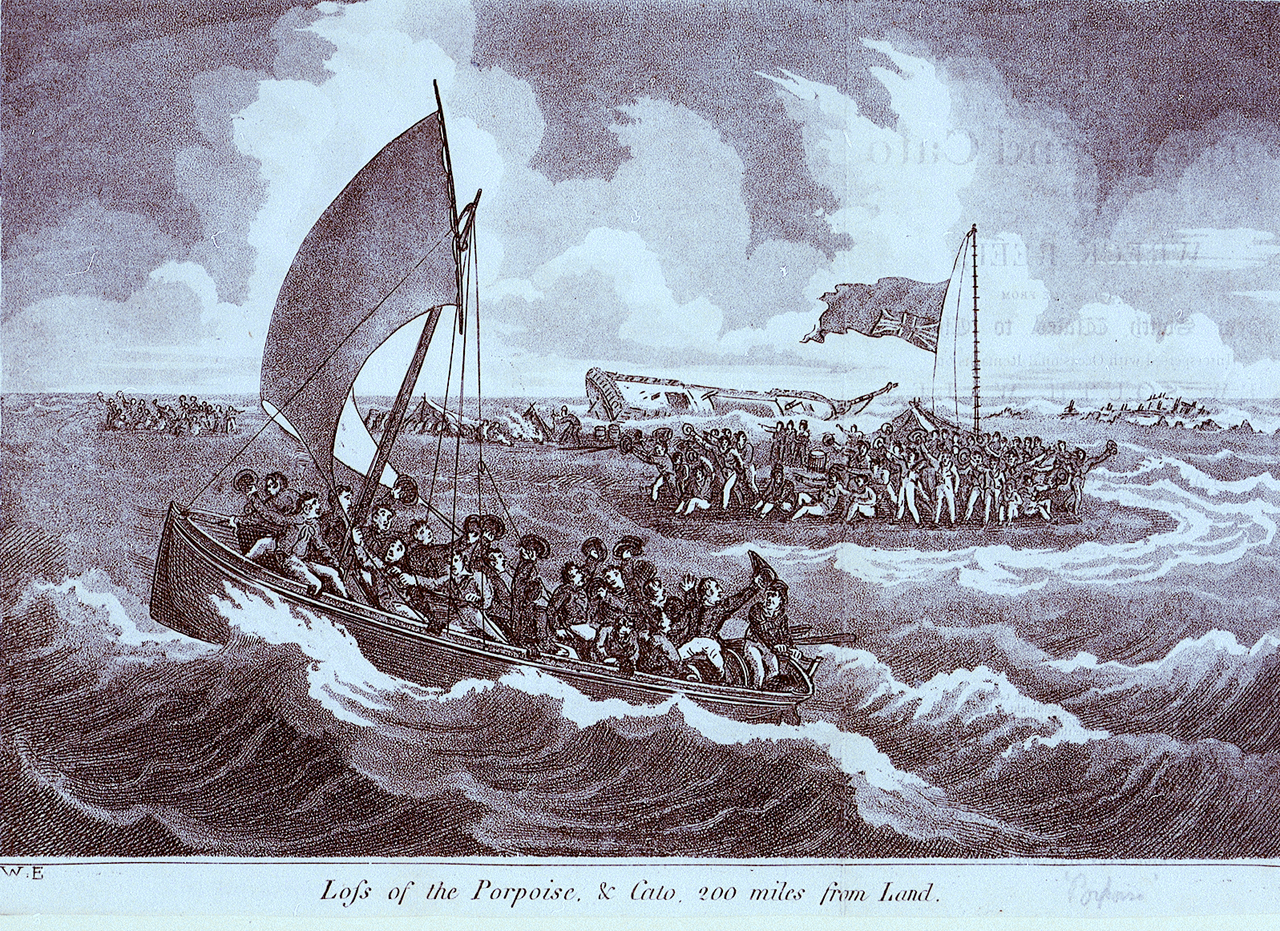
Потеря Porpoise и Cato в 200 милях от суши

10 августа 1803 года Cato покинул Сидней в компании HMS Porpoise и Bridgewater, все они направлялись в Кантон. 17 августа три корабля застряли у песчаной отмели, в 157 милях к северу и в 51 миле к востоку от мыса Сэнди. В результате Cato и Porpoise затонули.
Bridgewater продолжал плыть, несмотря на то, что знал, что два других судна потерпели крушение. Экипаж и пассажиры потерпевших крушение судов смогли приземлиться на песчаную отмель.
26 августа 1803 года, не увидев каких-либо признаков спасения пассажир Porpoise Мэтью Флиндерс и капитан Cato Джон Парк взяли самый большой куттер (который они назвали Hope, с англ. — «Надежда»), усадили на него двенадцать членов экипажа и направились в Сидней. Благодаря прекрасной навигации Hope добрался до Порт-Джексона к 8 сентября. Хотя в результате кораблекрушения погибло три человека, корабль Rolla и шхуны HMS Cumberland и Francis смогли спасти всех оставшихся пассажиров. Затем Rolla отвезла спасённых людей в Кантон.

## Именование
Эта песчаная отмель стала известна как Wreck Reefs и расположена в южной части островов Кораллового моря примерно в 450 км к северо-востоку от Гладстона, Квинсленд или 250 км к востоку от комплекса рифов Суэйн. Они образуют узкую цепь рифов, которая простирается примерно на 25 км по линии с запада на восток. Cato также дал своё имя близлежащему рифу Като.